# La Unión de Isidoro Montes de Oca
La Unión de Isidoro là một đô thị thuộc bang Guerrero, México. Năm 2005, dân số của đô thị này là 25230 người.